# J1리그 2017
J1리그 2017은 J1리그의 25번째 시즌이다. 2월 25일 개막해서 12월 2일 막을 내린다. J1리그 2016 시즌과 달리, 전기 리그와 후기 리그로 나누지 않고 풀-리그 방식으로 치러졌다.

## 참가 팀
2017 시즌 참가팀
| 구단                     | 연고지                        | 경기장                     | 수용인원 | 감독                | 비고                       |
| ------------------------ | ----------------------------- | -------------------------- | -------- | ------------------- | -------------------------- |
| 가시마 앤틀러스          | 이바라키현, 가시마시          | 가시마 사커 스타디움       | 40,728   | 오이와 고           | J1리그 2016 우승           |
| 우라와 레드 다이아몬즈   | 사이타마현, 사이타마시        | 사이타마 스타디움 2002     | 63,700   | 호리 타카후미       | J1리그 2016 준우승         |
| 가와사키 프론탈레        | 가나가와현, 가와사키시        | 도도로키 육상 경기장       | 26,232   | 오니키 도루         | J1리그 2016 3위            |
| 감바 오사카              | 오사카부 북부                 | 시립 스이타 사커 스타디움  | 39,694   | 하세가와 켄타       | J1리그 2016 4위            |
| 오미야 아르디자          | 사이타마현, 사이타마시        | NACK5 스타디움 오미야      | 15,500   | 이토 아키라         | J1리그 2016 5위            |
| 산프레체 히로시마        | 히로시마현, 히로시마시        | 에디온 스타디움            | 50,000   | 얀 옌손             | J1리그 2016 6위            |
| 비셀 고베                | 효고현, 고베시                | 노에비아 스타디움          | 30,132   | 요시다 다카유키     | J1리그 2016 7위            |
| 가시와 레이솔            | 지바현, 가시와시              | 히타치 가시와 축구장       | 15,900   | 시모타이라 타카히로 | J1리그 2016 8위            |
| 요코하마 F. 마리노스     | 가나가와현, 요코하마시        | 닛산 스타디움              | 72,327   | 에릭 몸바에르츠     | J1리그 2016 9위            |
| FC 도쿄                  | 도쿄도                        | 도쿄 스타디움              | 49,970   | 안마 다카요시       | J1리그 2016 10위           |
| 사간 도스                | 사가현, 도스시                | 도스 스타디움              | 24,000   | 마시모 피카덴티     | J1리그 2016 11위           |
| 베갈타 센다이            | 미야기현, 센다이시            | 유아텍 스타디움 센다이     | 19,694   | 와타나베 스스무     | J1리그 2016 12위           |
| 주빌로 이와타            | 시즈오카현, 이와타시          | 야마하 스타디움            | 15,165   | 나나미 히로시       | J1리그 2016 13위           |
| 방포레 고후              | 야마나시현, 고후시            | 야마나시 중앙은행 스타디움 | 17,000   | 요시다 다쓰마       | J1리그 2016 14위           |
| 알비렉스 니가타          | 니가타현, 니가타시            | 빅스완 스타디움            | 42,300   | 나카노 유키오       | J1리그 2016 15위           |
| 홋카이도 콘사돌레 삿포로 | 홋카이도, 삿포로시            | 삿포로 돔                  | 41,484   | 요모다 슈헤이       | J2리그 2016 우승           |
| 시미즈 에스펄스          | 시즈오카현 시즈오카시         | IAI 스타디움 니혼다이라    | 20,339   | 고바야시 신지       | J2리그 2016 준우승         |
| 세레소 오사카            | 오사카부, 오사카시 & 사카이시 | 긴쵸 스타디움              | 47,000   | 윤정환              | J2리그 2016 승격 P.O. 우승 |

## 순위
| 순위 | 팀                       | 경기 | 승 | 무 | 패 | 득 | 실 | 차  | 승점 | 참가 자격 및 강등          |
| ---- | ------------------------ | ---- | -- | -- | -- | -- | -- | --- | ---- | -------------------------- |
| 1    | 가와사키 프론탈레 (Q)    | 34   | 21 | 9  | 4  | 71 | 32 | +39 | 72   | AFC 챔피언스리그 조별 리그 |
| 2    | 가시마 앤틀러스 (Q)      | 34   | 23 | 3  | 8  | 53 | 31 | +22 | 72   | AFC 챔피언스리그 조별 리그 |
| 3    | 세레소 오사카 (Q)        | 34   | 19 | 6  | 9  | 65 | 43 | +22 | 63   | AFC 챔피언스리그 3차 예선  |
| 4    | 가시와 레이솔            | 34   | 18 | 8  | 8  | 49 | 33 | +16 | 62   |                            |
| 5    | 요코하마 F. 마리노스     | 34   | 17 | 8  | 9  | 45 | 36 | +9  | 59   |                            |
| 6    | 주빌로 이와타            | 34   | 16 | 10 | 8  | 50 | 30 | +20 | 58   |                            |
| 7    | 우라와 레드 다이아몬드   | 34   | 14 | 7  | 13 | 64 | 54 | +10 | 49   |                            |
| 8    | 사간 도스                | 34   | 13 | 8  | 13 | 41 | 44 | -3  | 47   |                            |
| 9    | 비셀 고베                | 34   | 13 | 5  | 16 | 40 | 45 | -5  | 44   |                            |
| 10   | 감바 오사카              | 34   | 11 | 10 | 13 | 48 | 41 | +7  | 43   |                            |
| 11   | 홋카이도 콘사돌레 삿포로 | 34   | 12 | 7  | 15 | 39 | 47 | -8  | 43   |                            |
| 12   | 베갈타 센다이            | 34   | 11 | 8  | 15 | 44 | 53 | -9  | 41   |                            |
| 13   | FC 도쿄                  | 34   | 10 | 10 | 14 | 37 | 42 | -5  | 40   |                            |
| 14   | 시미즈 에스펄스          | 34   | 8  | 10 | 16 | 36 | 54 | -18 | 34   |                            |
| 15   | 산프레체 히로시마        | 34   | 8  | 9  | 17 | 32 | 49 | -17 | 33   |                            |
| 16   | 방포레 고후 (R)          | 34   | 7  | 11 | 16 | 23 | 39 | -16 | 32   | J2리그 2018로 강등         |
| 17   | 알비렉스 니가타 (R)      | 34   | 7  | 7  | 20 | 28 | 60 | -32 | 28   | J2리그 2018로 강등         |
| 18   | 오미야 아르디자 (R)      | 34   | 5  | 10 | 19 | 28 | 60 | -32 | 25   | J2리그 2018로 강등         |

## 외국인 선수 명단
J1리그 구단들은 규정상 총 다섯 명의 외국인 선수를 보유할 수 있으며, 경기 라인업에는 최대 네 명의 선수가 포함될 수 있다. 그 중 세 자리 만이 AFC 이외의 대륙 소속 선수가 포함될 수 있다. J리그와 파트너쉽 계약을 맺은 국가(태국, 베트남, 미얀마, 캄보디아, 인도네시아, 이란, 말레이시아, 카타르) 출신 선수들은 이 모든 제한에서 제외된다.
* 여름이적시장을 통해 새로 영입된 선수들은 볼드체로 표기되었다.
  논-아시안쿼터에 해당하는 선수

  여름이적시장 이후 등록명단에서 제외된 선수
| 구단                     | 선수 1            | 선수 2              | 선수 3              | 선수 4          | 선수 5          | 기타            | 여름 방출                         |
| ------------------------ | ----------------- | ------------------- | ------------------- | --------------- | --------------- | --------------- | --------------------------------- |
| 가시마 앤틀러스          | 부에누            | 레안드루            | 레우 시우바         | 페드루 주니오르 | 권순태          |                 |                                   |
| 가시와 레이솔            | 크리스치아누      | 지에구 올리베이라   | 하몽 로페스         | 김보경          | 윤석영          |                 | 두두                              |
| 가와사키 프론탈레        | 에두아르두        | 에두아르두 네투     | 이우시뉴            | 하이네르        | 정성룡          | 제퍼슨 타비나스 |                                   |
| 감바 오사카              | 아데미우송        | 파비우              | 황의조              | 오재석          | 배수용          | 김정야          |                                   |
| FC 도쿄                  | 리피 벨루수       | 피터 우타카         | 장현수              | 유인수          |                 | 자킷 와크피롬   | 네이선 번즈                       |
| 방포레 고후              | 두두              | 에데르 리마         | 린스                | 빌리            | 올리버 보자니치 |                 | 위우송 가브리에우 주니오르 바호스 |
| 베갈타 센다이            | 크리슬란          | 비니시우스          | 이유노              |                 |                 | 량용기          | 파블루                            |
| 비셀 고베                | 루카스 포돌스키   | 레안드루            | 니우통              | 웨스클레이      | 김승규          |                 |                                   |
| 사간 도스                | 빅토르 이바르보   | 안용우              | 조동건              | 정승현          | 김민혁          |                 | 프랑코 스부토니                   |
| 산프레체 히로시마        | 안데르송 로페스   | 파트릭              | 펠리피 시우바       | 미하엘 미키치   | 네이선 번즈     |                 |                                   |
| 세레소 오사카            | 히카르두 산투스   | 소우자              | 마테이 요니치       | 안준수          | 김진현          |                 |                                   |
| 시미즈 S-펄스            | 치아구 아우베스   | 카누                | 프레이히            | 미첼 듀크       |                 | 정대세          | 변준범                            |
| 알비렉스 니가타          | 도글라스 탄키     | 호니                | 치아구 가야르도     | 로메로 프랑크   | 송주훈          |                 | 장 파트릭                         |
| 오미야 아르디자          | 카우에 세실리우   | 마르셀루 토스카누   | 마테우스            | 김동수          |                 |                 | 드라간 므르자 네이츠 페치니크     |
| 요코하마 F. 마리노스     | 우구 비에이라     | 다비드 바분스키     | 퀜텐 마르티누스     | 밀로시 데게넥   | 박정수          | 시노즈카 잇페이 |                                   |
| 우라와 레드 다이아몬즈   | 즐라탄 류비얀키치 | 하파에우 시우바     | 마우리시우 안토니우 |                 |                 |                 |                                   |
| 주빌로 이와타            | 아다이우통        | 크리스토프 카민스키 | 포질 무사에프       |                 |                 |                 |                                   |
| 홋카이도 콘사돌레 삿포로 | 제이 보스로이드   | 지에구 마세두       | 헤이스              | 김민태          | 구성윤          | 차나팁 송끄라신 | 줄리뉴                            |

## 시즌 통계

### 득점 순위
| 순위 | 이름            | 클럽                     | 골 |
| ---- | --------------- | ------------------------ | -- |
| 1    | 고바야시 유     | 가와사키 프론탈레        | 23 |
| 2    | 스기모토 겐유   | 세레소 오사카            | 22 |
| 3    | 고로키 신조     | 우라와 레드 다이아몬즈   | 20 |
| 4    | 가와마타 겐고   | 주빌로 이와타            | 14 |
| 5    | 하파에우 시우바 | 우라와 레드 다이아몬즈   | 12 |
| 5    | 크리스치아누    | 가시와 레이솔            | 12 |
| 5    | 가나자키 무     | 가시마 앤틀러스          | 12 |
| 8    | 레안드루        | 가시마 앤틀러스          | 11 |
| 9    | 우구 비에이라   | 요코하마 F. 마리노스     | 10 |
| 9    | 안데르송 로페스 | 산프레체 히로시마        | 10 |
| 9    | 제이 보스로이드 | 홋카이도 콘사돌레 삿포로 | 10 |
| 9    | 나가사와 슌     | 감바 오사카              | 10 |
| 9    | 이시하라 나오키 | 베갈타 센다이            | 10 |
| 9    | 아베 히로유키   | 가와사키 프론탈레        | 10 |
| 9    | 정대세          | 시미즈 에스펄스          | 10 |

### 해트 트릭
| 선수        | 소속                   | 상대            | 결과       | 날짜            |
| ----------- | ---------------------- | --------------- | ---------- | --------------- |
| 고로키 신조 | 우라와 레드 다이아몬즈 | 베갈타 센다이   | 7-0 (홈)   | 2017년 4월 7일  |
| 고로키 신조 | 우라와 레드 다이아몬즈 | 시미즈 S-펄스   | 3-3 (홈)   | 2017년 5월 20일 |
| 레안드루    | 가시마 앤틀러스        | 알비렉스 니가타 | 2-4 (원정) | 2017년 9월 16일 |

## 수상

### 개인 수상
| 수상 내역   | 수상자 | 소속 |
| ----------- | ------ | ---- |
| 리그 MVP    |        |      |
| 올해의 루키 |        |      |

### 베스트 11
| 포지션 | 선수            | 소속                   |
| ------ | --------------- | ---------------------- |
| GK     | 나카무라 고스케 | 가시와 레이솔          |
| DF     | 쇼지 겐         | 가시마 앤틀러스        |
| DF     | 니시 다이고     | 가시마 앤틀러스        |
| DF     | 이우시뉴        | 가와사키 프론탈레      |
| DF     | 구루마야 신타로 | 가와사키 프론탈레      |
| MF     | 나카무라 겐고   | 가와사키 프론탈레      |
| MF     | 이데구치 요스케 | 감바 오사카            |
| MF     | 야마구치 호타루 | 세레소 오사카          |
| FW     | 고로키 신조     | 우라와 레드 다이아몬즈 |
| FW     | 고바야시 유     | 가와사키 프론탈레      |
| FW     | 스기모토 겐유   | 세레소 오사카          |

## 같이 보기
- J2리그 2017
- J3리그 2017